# Passo del Klausen
Il passo del Klausen (in tedesco Klausenpass) è un passo nella Svizzera centrale, che collega Altdorf (capitale del Canton Uri) e Linthal (Canton Glarona), passando dalla valle dello Schächen e attraversando l'alpe dell'Urnerboden.
Dal punto di vista orografico il passo si trova all'interno delle Alpi Glaronesi e, in particolare, nelle Alpi Urano-Glaronesi.

## Traffico
Il passo è chiuso in inverno (solitamente da novembre a maggio).
Dal 30 giugno al 30 settembre una linea di autopostali congiunge Flüelen con Linthal (prenotazione obbligatoria).
La strada attraversa paesaggi montani di particolare bellezza.
Dal 1922 al 1934 si tenne ogni anno, con grande successo di pubblico, una corsa automobilistica e motociclistica in salita da Linthal fino al valico, denominata "Klausenrennen".
A partire dal 1993 si tengono sporadicamente, a scadenza non fissa (ogni 3 - 6 anni), delle corse con veicoli d'epoca sullo stesso percorso denominate "Klausenrennen-Memorial".

## Leggenda sulla linea di confine tra Uri e Glarona sul passo
Il confine tra i cantoni di Glarona e Uri non corrisponde al punto più alto del passo. Secondo una leggenda, questo fu stabilito nel 1315. Dopo lunghe dispute, i due cantoni concordarono che al primo canto del gallo due corridori sarebbero partiti, rispettivamente, da Linthal e da Altdorf, e il confine sarebbe passato nel punto in cui i due si sarebbero incontrati. La gente di Glarona decise di nutrire bene il proprio gallo, affinché fosse favorevole alla loro causa, gli Urani non diedero invece niente da mangiare al loro gallo. Il risultato fu che il gallo glaronese dormì troppo, mentre invece il gallo urano, preso dai morsi della fame, cantò particolarmente presto la mattina, tanto che il corridore urano attraversò l'intero alpe di Urnerboden prima ancora che il corridore di Glarona potesse partire. In risposta ai reclami dei Glaronesi, l'Urano accettò di spostare il confine fino a dove il corridore glaronese sarebbe riuscito a trasportarlo sulle spalle, e il confine attuale sarebbe proprio nel punto in cui il corridore glaronese, sfinito, cadde a terra, morto.

## Galleria d'immagini

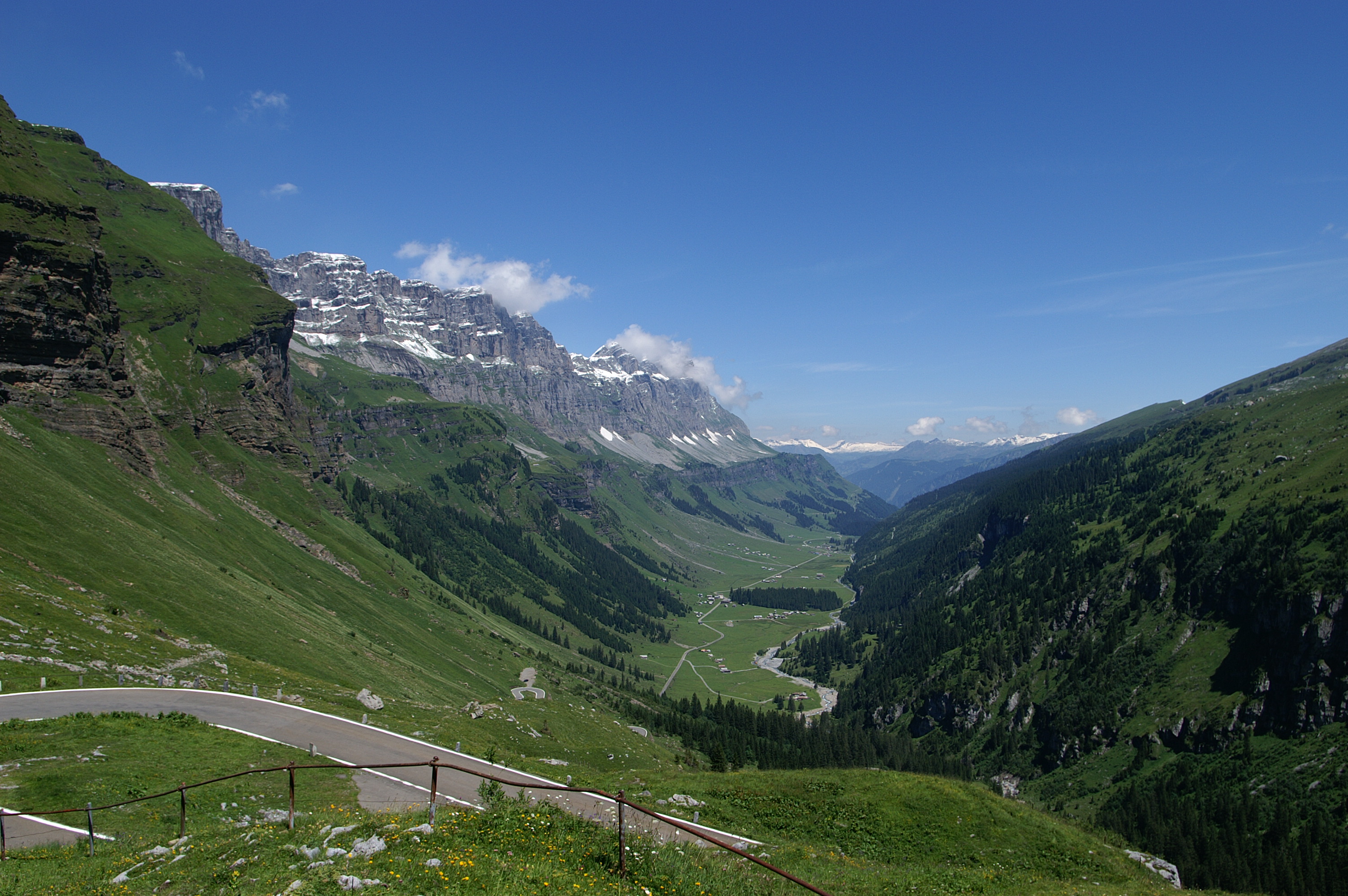
Verso Linthal
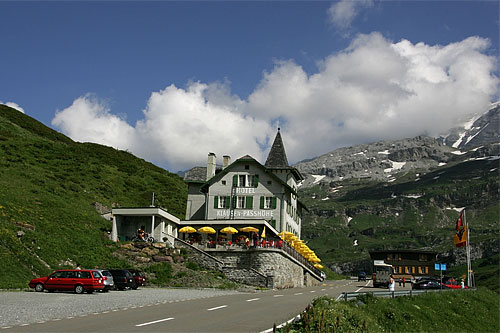
Albergo sul valico
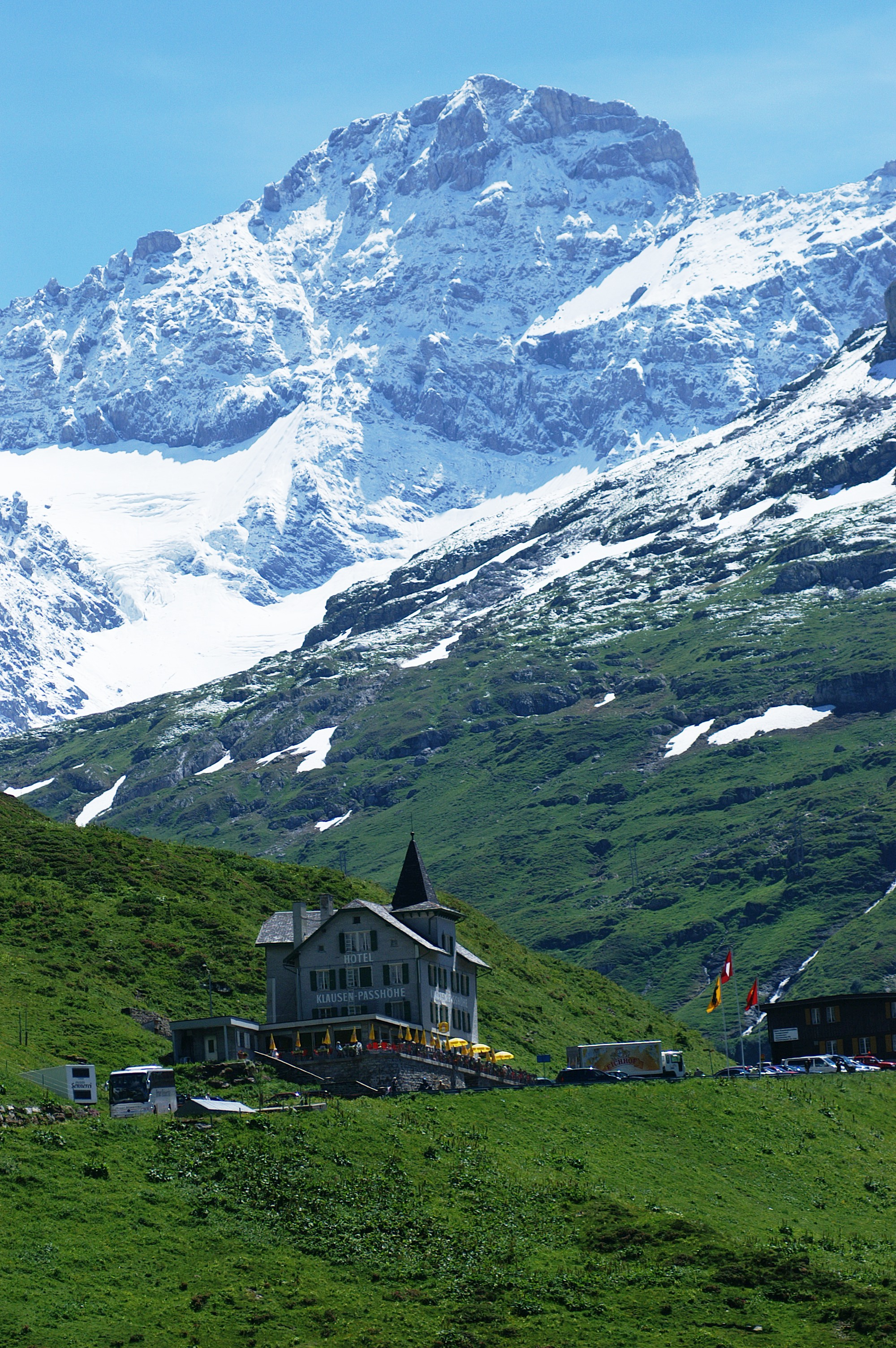
Albergo da un'altra angolatura
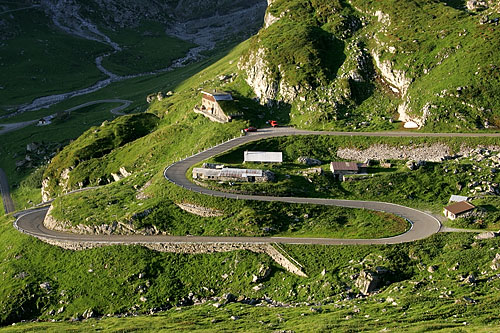
Tornanti vicino a Vorfrutt
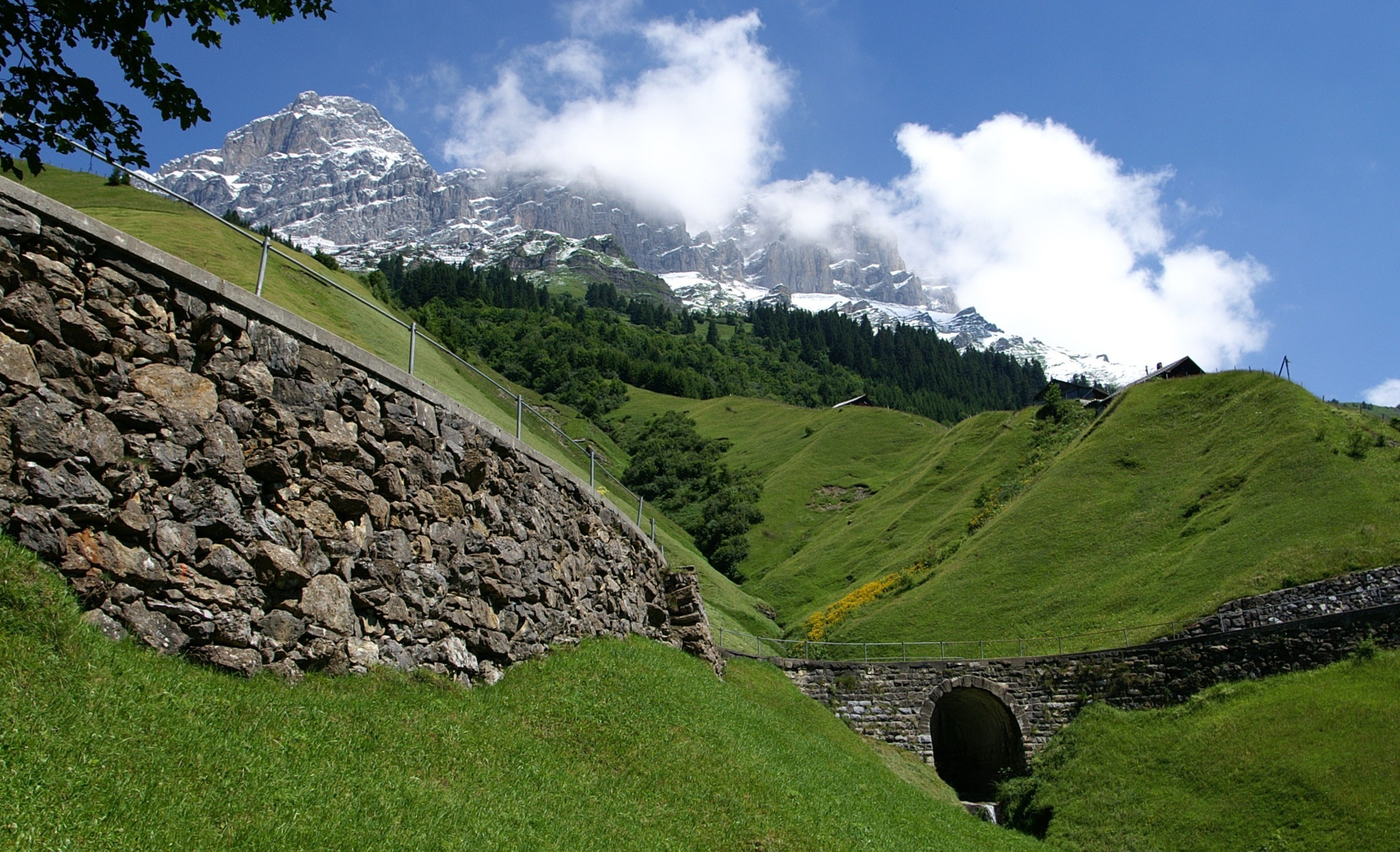
La strada
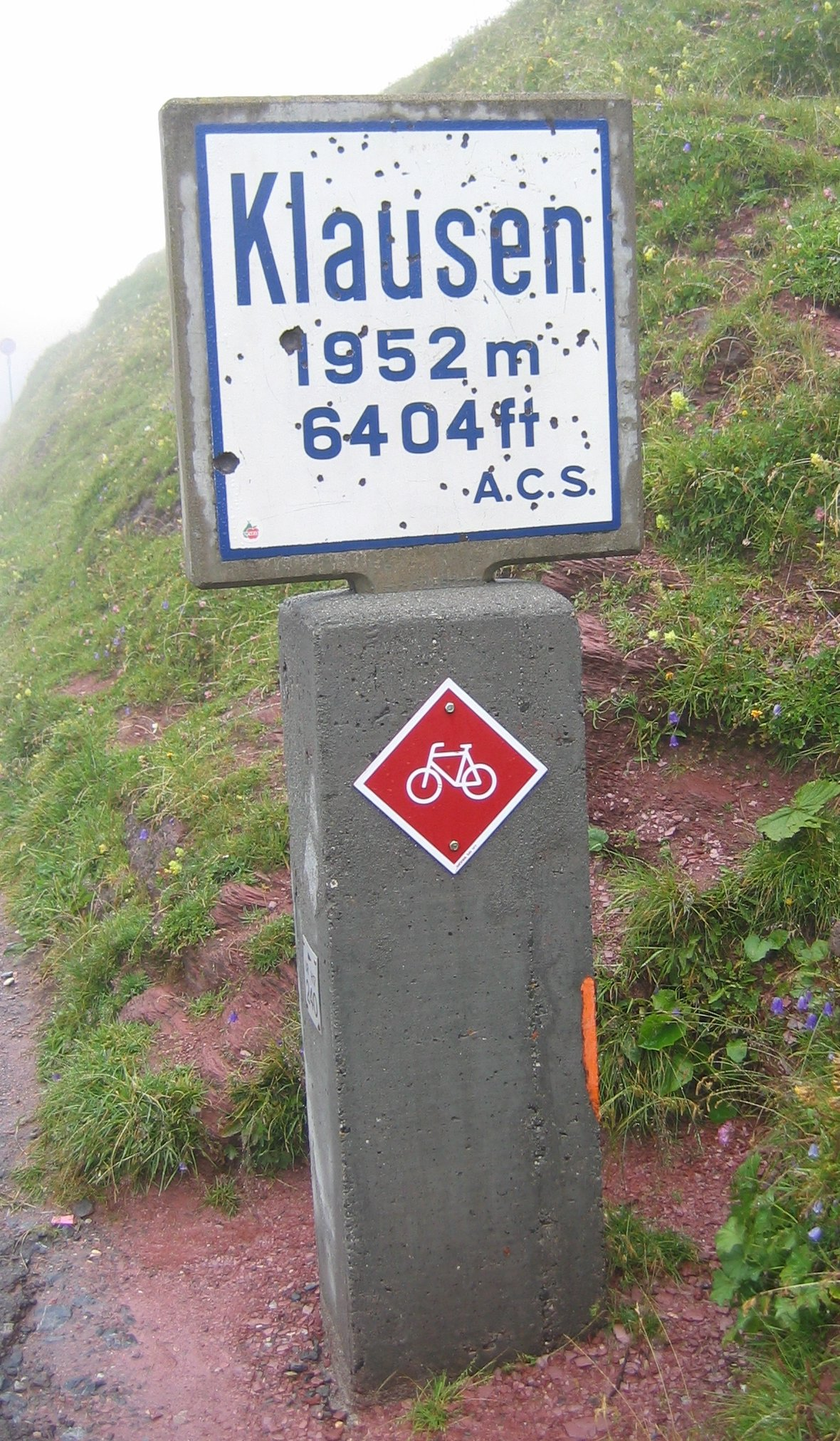
Cartello stradale sul valico (l'altezza riportata è diversa da quella indicata ufficialmente)